# Aéroport international Mallam Aminu Kano
L'aéroport international Mallam Aminu Kano (code IATA : KAN • code OACI : DNKN) est un aéroport desservant Kano, la capitale de l'État de Kanoet la ville la plus peuplée du Nord du Nigéria. Il porte le nom d'Aminu Kano, homme politique nigérian du milieu du XXe siècle originaire de la ville. L'aéroport a ouvert en 1936 ; il a été une base de la Royal Air Force jusqu'à l'indépendance du Nigéria, puis de l'armée de l'air nigériane, qui utilise principalement la piste 05/23. 
Des vols internes desservent notamment Abuja et Lagos. Les vols internationaux permettent de rejoindre Beyrouth, Le Caire et Khartoum, ainsi que Djeddah pendant le Hajj. 

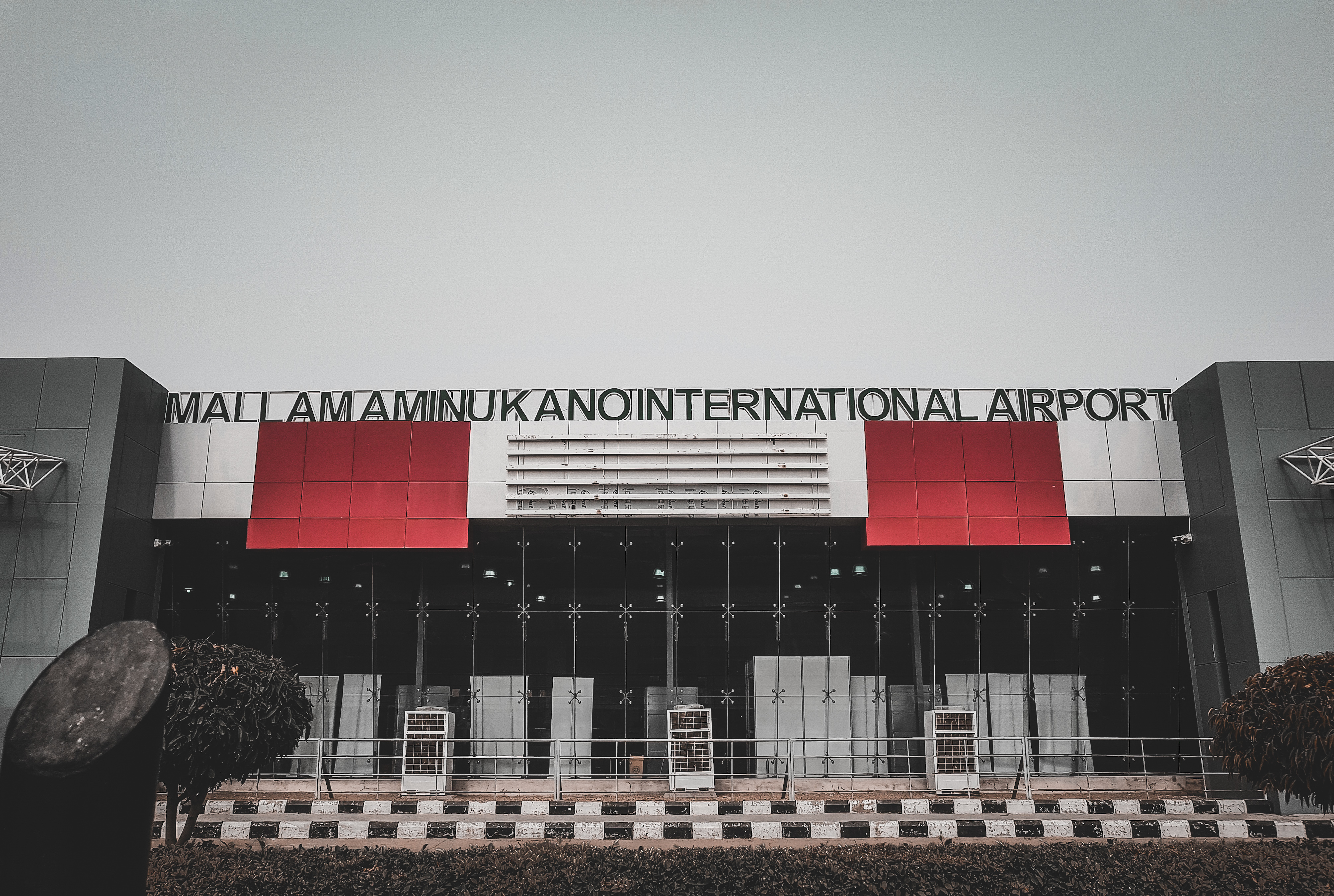

## Situation
| Uyo Katsina Owerri Asaba Kaduna Maiduguri Port · Harcourt Int. P. Harcourt · Ville Kano Lagos Abuja Sokoto Enugu Akure Bauchi Benin Dutse Ibadan Ilorin Jalingo Makurdi Calabar Warri Jos Yola |

## Compagnies et destinations
| Compagnies         | Destinations |
| ------------------ | --- |
| Aero Contractors   | Abuja-N. Azikiwe, Lagos-Murtala Muhammed                                                                                     |
| Air Peace          | - Abuja-N. Azikiwe, - Asaba, - Lagos-Murtala Muhammed, - Niamey-D. Hamani, - Owerri S. Mbakwe, - Port Harcourt-International |
| Arik Air           | Abuja-N. Azikiwe |
| Azman Air          | Abuja-N. Azikiwe, Lagos-Murtala Muhammed                                                                                     |
| Badr Airlines      | Khartoum |
| EgyptAir           | Le Caire |
| Eritrean Airlines  | Asmara, Khartoum |
| Ethiopian Airlines | Addis-Abeba Bole |
| Flynas             | Djeddah - Roi-Abdelaziz |
| Max Air            | Abuja-N. Azikiwe, Bénin City (en), Lagos-Murtala Muhammed En saison charter : Djeddah - Roi-Abdelaziz                        |
| Qatar Airways      | Doha-Hamad |
| Saudia             | Djeddah - Roi-Abdelaziz, Médine-Prince M. Bin Abdulaziz                                                                      |
| Sudan Airways      | Khartoum |
| Tarco Aviation     | Khartoum |
| ValueJet           | Abuja-N. Azikiwe |

Édité le 10/01/2020  Actualisé le 9/11/2023

## Statistiques
Pour des raisons techniques, il est temporairement impossible d'afficher le graphique qui aurait dû être présenté ici.

Voir la requête brute et les sources sur Wikidata.